# 긴키 대학
킨키 대학(일본어: 近畿大学, 영어: Kindai University)은 일본 킨키지방의 유명 사립 대학이다. 대학 본부는 킨키 지방(近畿地方) 오사카부(大阪府) 히가시오사카 시(東大阪市)에 있다. 일본에서 가장 큰 종합 사립 대학 중 하나이며, 도쿄에 위치한 대학이 아님에도 불구하고 관서지방 대학 최초로 지원자 수 일본 전국 1위를 달성했으며 2019 THE세계대학랭킹에서 서일본 사립대학중 1위를 달성했으며 2020 THE세계대학랭킹에서 게이오에 이어 일본 전국 사립대학 2위를 기록했다. 영국의 노팅엄 대학교, 중국의 베이징 대학[北京大學], 한국의 경희대학교 등 전 세계 34개 자매학교와 교수 및 학생들을 교환하고 연구 및 출판에 협력하는 관계를 유지하고 있다. 전 경희대학교 총장 김병묵, 전 국회의원 강길만등 한국의 고위 공무원과 교육자를 배출했다.

## 상징
- 휘장

휘장은 매화를상징한다.
다섯 개의 꽃잎은, 큰대 자를 모티브로 했다고 하며, 사람의 형상이라고 한다.
일부가 약간 떨어져 있는 것은 미래 지향에 근거하는 내면의 미완, 한층 더 충일, 완숙을 목표로 하는 형태를 나타낸다.
한 가닥의 날카로운 선만 사용해 그린 것 이 특징.

## 연혁
긴키 대학은 1925년에 니혼 대학의 부속 전문학교로 창설되었다. 1939년에 니혼 대학에서 독립한 오사카 전문학교(大阪專門學校)가 되어, 1943년에 오사카 이공과대학(大阪理工科大學)을 부설하였다. 오사카 이공과대학은 1948년에 임해연구소(현 수산연구소)를 설치했다. 이 연구소는 바닷물고기의 양식을 연구한 일본 최초의 연구소이다. 1949년에 오사카 이공과대학과 오사카 전문학교를 통합해 긴키 대학이 발족했다.
- 1925년 : 니혼 대학 오사카 전문학교 설립.
- 1939년 : 오사카 전문학교로 독립.
- 1943년 : 오사카 이공과대학 설립.
- 1948년 : 와카야마현 시라하마 정(白濱町)에 임해연구소를 설치.
- 1949년 : 오사카 이공과대학과 오사카 전문학교를 통합해 긴키 대학 발족 (학부: 이공학부, 상학부).
- 1950년 : 법학부, 단기대학부를 설치.
- 1954년 : 약학부를 설치.
- 1958년 : 나라현에 농학부를 설치.
- 1959년 : 히로시마현에 공학부를 설치.
- 1960년 : 원자력 연구소를 설치 (일본 민간으로는 최초의 원자로).
- 1966년 : 후쿠오카현에 규슈 공학부(九州工學部)를 설치 (현 산업 이공학부).
- 1974년 : 의학부를 설치.
- 1989년 : 문예학부를 설치.
- 1993년 : 와카야마 현에 생물 이공학부를 설치.
- 2003년 : 상경학부(商經學部, 구 상학부)를 개조: 경제학부, 경영학부.
- 2004년 : 법과대학원을 설치.
- 2016년 : 영어 명칭을 긴다이로 변경 시행 (결정은 2014년)

## 캠퍼스

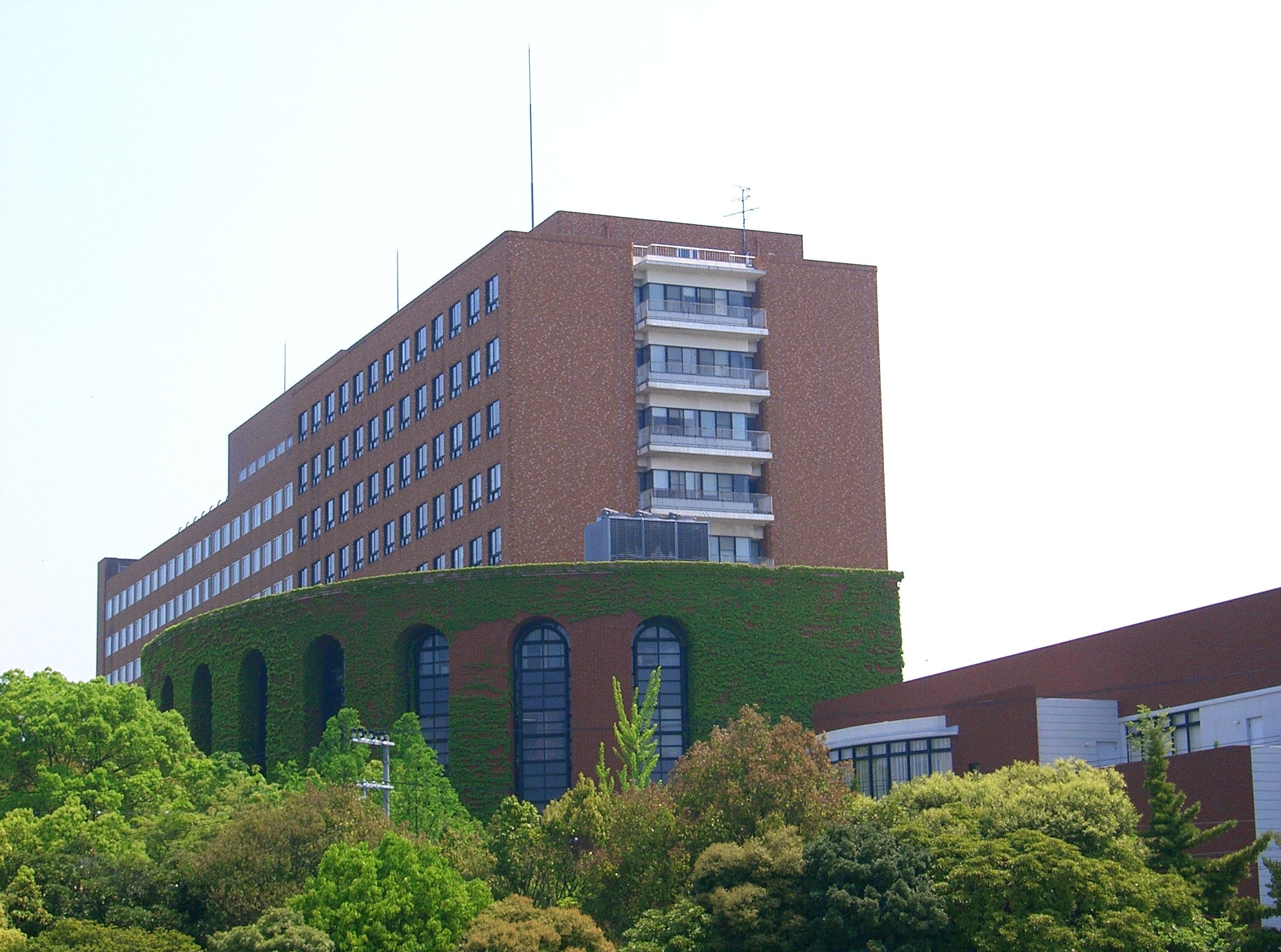
의학부 부속 병원

- 대학 본부 캠퍼스:
- 오사카부 히가시오사카시 고와카에(小若江) 3-4-1.
- 농학부 캠퍼스:
- 나라현 나라시 나카마치(中町) 3327-204.
- 의학부 캠퍼스:
- 오사카 부 오사카사야마시(大阪狹山市) 오노히가시(大野東) 377-2.
- 생물 이공학부 캠퍼스:
- 와카야마현 기노카와시 니시미타니(西三谷) 930.
- 공학부 캠퍼스:
- 히로시마현 히가시히로시마시(東広島市) 다카야 우메노베(高屋うめの邊) 1.
- 산업 이공학부 캠퍼스:
- 후쿠오카현 이즈카시(飯塚市) 가야노모리(柏の森) 11-6.

## 조직

### 학부
- 법학부
- 경제학부
- 경영학부
- 문예학부
- 이공학부
- 약학부
- 농학부
- 생물 이공학부
- 의학부
- 공학부
- 산업 이공학부
- 종합사회학부

### 대학원
- 법학 연구과
- 상학 연구과
- 경제학 연구과
- 종합 이공학 연구과
- 약학 연구과
- 문예학 연구과
- 법무 연구과 (법과대학원)
- 농학 연구과
- 생물 이공학 연구과
- 의학 연구과
- 시스템 공학 연구과
- 산업기술 연구과

### 단기대학부
- 단기대학부
  - 상경(商經)과
  - 통신 교육부

### 부속 기관
- 도서관
- 의학부 부속 병원
- 연구소
  - 수산 연구소
  - 부속 농장
  - 원자력 연구소
  - 분자공학 연구소
  - 이공학 종합 연구소
  - 산업/법률 정보 연구소
  - 인권 문제 연구소
  - 민속학 연구소
  - 약학 종합 연구소
  - 국제 인문과학 연구소
  - 일본문화 연구소
  - 자원재생 연구소
  - 첨단기술 종합 연구소
  - 공업기술 연구소
  - 생명과학(Life Science) 연구소
  - 동양의학 연구소
  - 종양 면역 등 연구소
- 부속학교
  - 긴다이 히메지 대학(近大姬路大學)
  - 규슈 단기대학(九州短期大學)
  - 도요오카 단기대학(豊岡短期大學)
  - 공업 고등 전문학교
  - 간호 전문학교
  - 7개 고등학교, 6개 중학교, 1개 초등학교